# Veglia (isola)
Veglia (in croato Krk; in latino Curicta; in dalmatico Vikla; in greco antico: Κύρικον?, Kyrikon) è la più popolata e, dopo Cherso, la più estesa isola del Mare Adriatico e della Croazia. Situata nel golfo del Quarnaro a breve distanza dalla terraferma e dalla città di Fiume, appartiene all'arcipelago delle isole Quarnerine.

## Geografia fisica

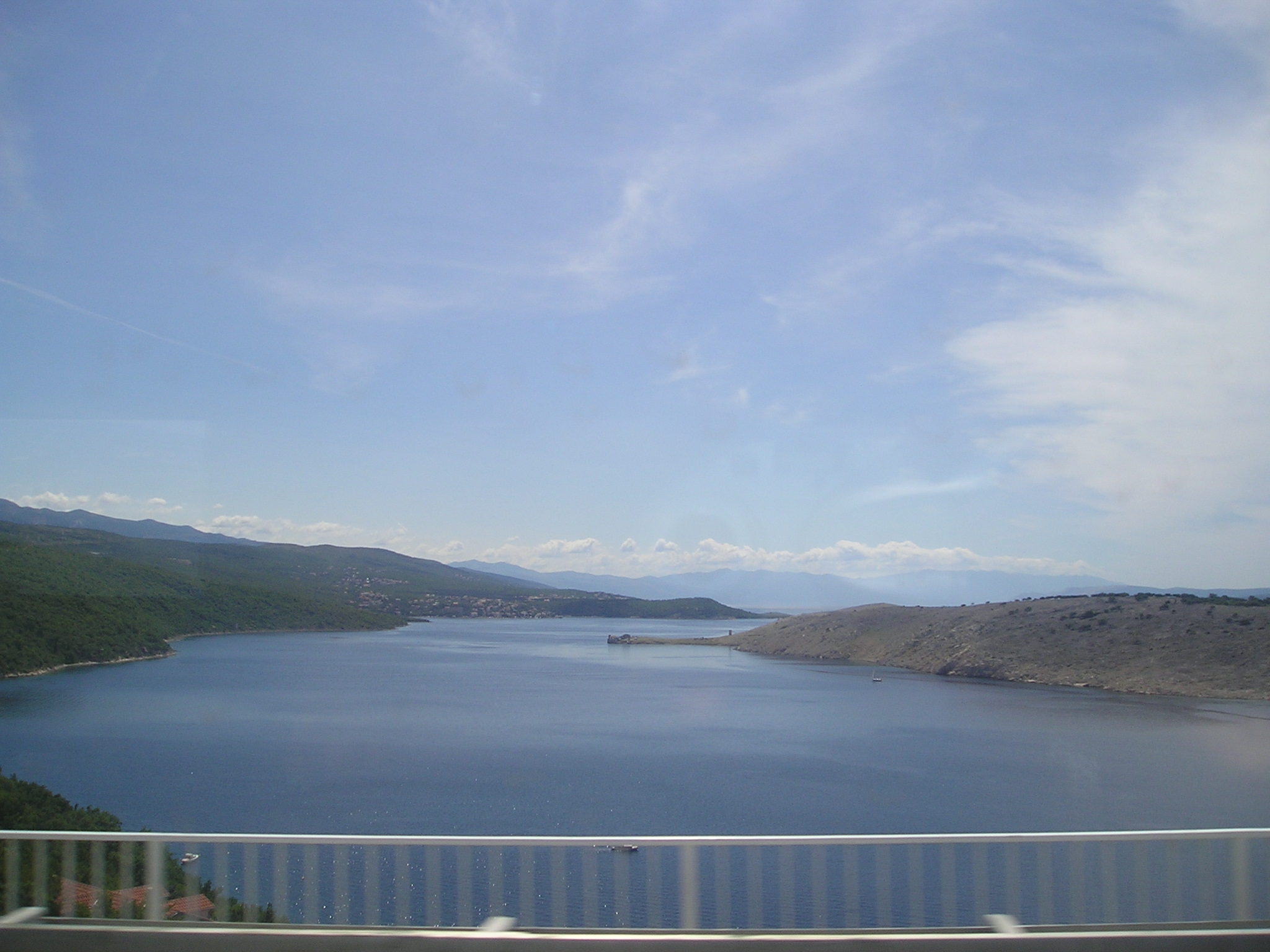
Il braccio di mare che separa l'isola di Veglia dalla terraferma.

Veglia, con una superficie di 405,22 km², è stata a lungo considerata la più grande isola del mar Adriatico. Recenti misurazioni (2004) hanno però mostrato che l'isola di Cherso ha un'area leggermente maggiore, 405,78 km² contro 405,22 km².
Di forma irregolare, Veglia si sviluppa in direzione nordovest-sudest quasi parallelamente alla costa dalmatica, ed è separata da essa dal canale di Maltempo (che nelle mappe croate è suddiviso, da nord a sud, in Tihi kanal, Mala Vrata e Vinodolski kanal). È bagnata a nordovest dal golfo di Fiume, a ovest dal canale di Veglia, detto anche canale di Mezzo (Srednja vrata, "porta di mezzo"), a sudovest dal Quarnerolo e a sud dalla bocca o stretto di Segna (Senjska vrata). Nel punto più ravvicinato (tra rt Bejavec nel nordest e l'insediamento di Iadranovo nel comune di Cirquenizza) dista dalla terraferma circa 500 m.
La sua lunghezza varia dagli 8 km della costa occidentale agli oltre 36 km della parte orientale. Allo stesso modo, la larghezza varia dai circa 9 km della parte meridionale agli oltre 19 km della zona settentrionale.
L'estremità occidentale si trova poco a sud di punta Santa Maria (Glavotok); quella settentrionale è Šilo, poco a sudovest dell'isolotto di San Marco; capo Sokol (rt Sokol), l'estremità orientale, si trova nella parte sudorientale di Veglia, all'ingresso del porto di Velicaluka; infine, la punta meridionale è capo Braziol (rt Bracol), di fronte all'isola di Pervicchio.

### Orografia

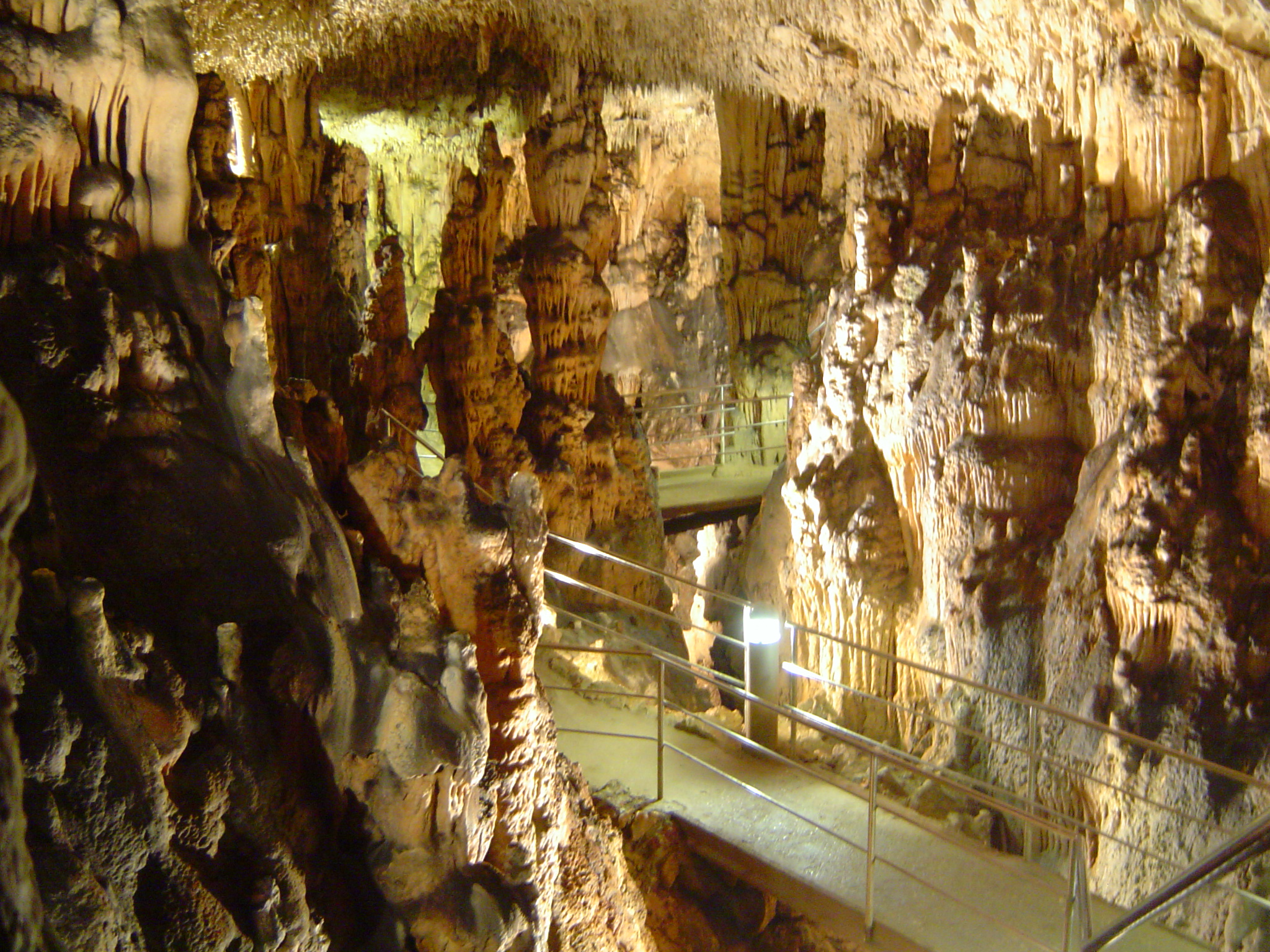
Grotta di Biserujka — decorazione con stalattiti, stalagmiti, e colonne.

Il territorio di Veglia è diviso naturalmente in tre zone: la piccola parte settentrionale, la spaziosa parte centrale e la più alta parte meridionale. La prima rappresenta solamente l'8,4% della superficie dell'isola ed è caratterizzata da un altopiano calcareo eroso dalla bora che non supera i 60 m d'altezza. Proprio la natura calcarea del terreno ha portato alla formazione della grande grotta di Biserujka, lungo la costa orientale. La zona centrale è un vasto altopiano ondulato su cui si alternano colline che raramente superano i 200 m, valli e doline. Il terreno è costituito da rocce calcaree e dolomitiche la cui tendenza a decadere favorisce la formazione di humus e la conseguente crescita di una rigogliosa vegetazione. La parte meridionale è dominata da due catene montuose parallele con le vette più alte dell'isola, tra le quali si sviluppa la vallata di Bescanuova.
Nel complesso, dunque, la superficie è prevalentemente collinare e la vetta più alta è l'Obzova (568,1 m s.l.m.). Nel centro-sud, alture degne di nota sono il Brestovica (551 m), il Veli vhr (541,5 m) e lo Zminja o Orljak (537 m) che si trovano attorno all'Obzova, il Veli Hlam (482 m) e il Mali Hlam (448 m) nella parte sudoccidentale tra Bescanuova e Bescavecchia, il Diviška (471 m), il Trike (475 m) e il Kozlje (463 m) lungo la costa sudorientale, e il Franičevska glava (420 m) e un altro Mali Hlam (446 m) al centro dell'isola poco a sud di Verbenico. Tra le alture della parte centro-settentrionale di Veglia sono da ricordare: a ovest, l'insediamento di Monte di Veglia che raggiunge i 237 m, e a est, un colle di 327 m nell'insediamento di Crasse su cui sorgono il piccolo cimitero e la chiesa di San Giorgio (Sv. Juraj).

### Idrografia

#### Fiumi e laghi

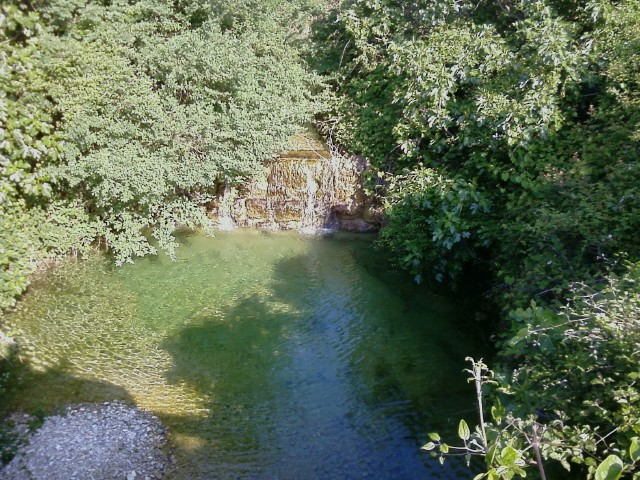
Un tratto della Suha Ričina.

Il più lungo e l'unico fiume a carattere permanente è la Suha Ričina, o Vela rika, che nasce al centro e scorre verso sudest, creando la vallata di Bescanuova e dividendo in due la parte meridionale dell'isola, fino a sfociare nella baia di Bescanuova (Baščanska draga). Sull'isola sono anche presenti molti torrenti a carattere stagionale. Tra i più lunghi ci sono il Veli potek che sfocia nella baia di Saline e la Vrženica che sfocia nella baia omonima (uvala Vrženica).

I laghi principali sono invece due: il primo, chiamato semplicemente Jezero (che significa appunto lago), si trova a nord nei pressi di Gnivizze, il secondo è il Ponikve (jezero Ponikve), situato a nord della città di Veglia nei pressi degli insediamenti di Monte di Veglia, Lagomartino e Strilcici. Sono due laghi creati dal deposito di sedimenti alluvionali torrentizi: questi a loro volta hanno formato dei blocchi argillosi che hanno permesso la raccolta delle acque. I laghi sono usati come approvvigionamento idrico per l'isola ma, a causa della scarsa qualità delle acque e della variabilità stagionale della capacità, di recente vi è stata la fusione con l'impianto idrico di Fiume. Inoltre, i due laghi sono riserve protette per la gran varietà di uccelli presenti.

#### Coste

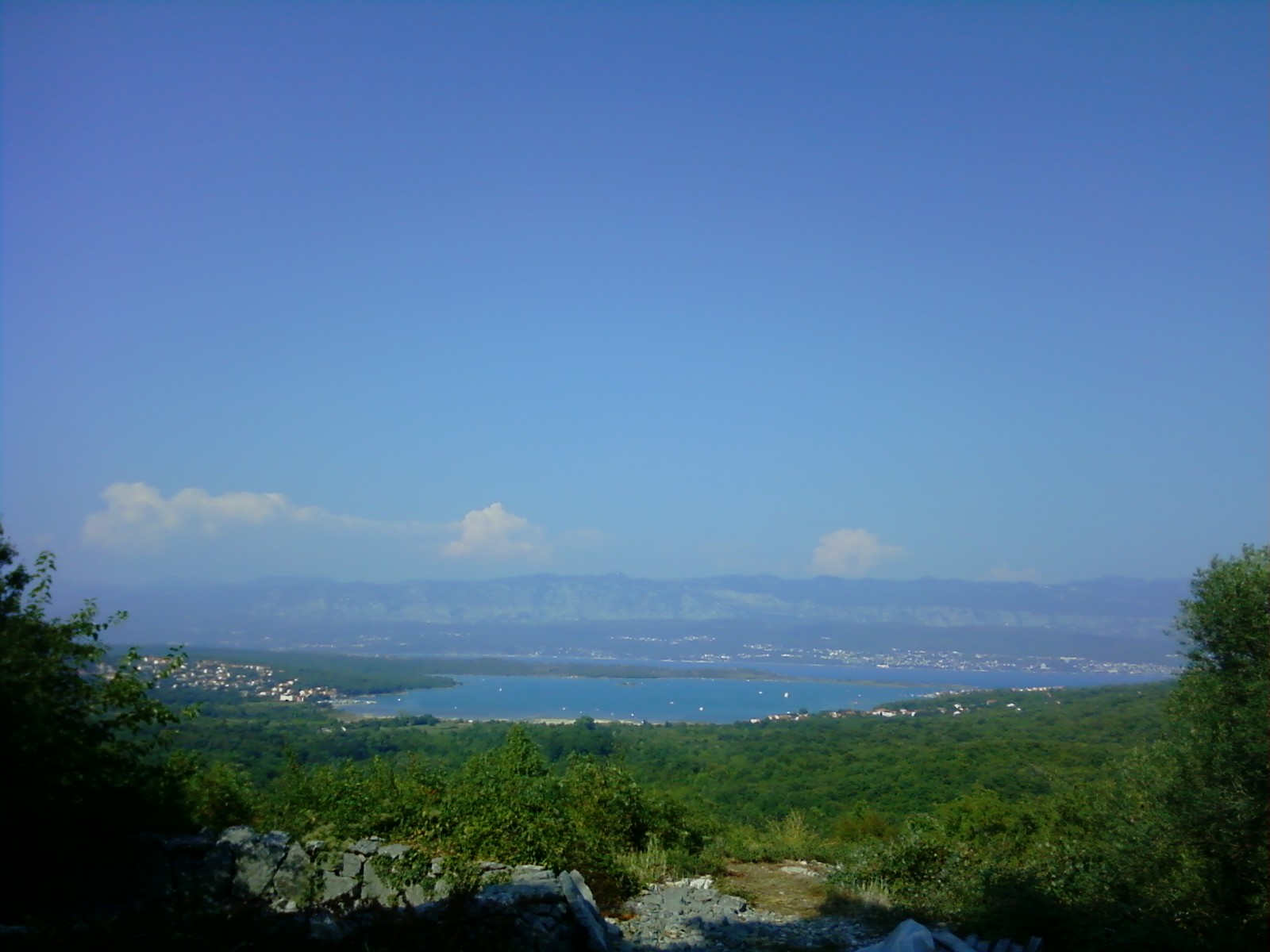
Il golfo di Saline visto dall'insediamento di Susana.

Le coste di Veglia si sviluppano per 219,12 km e, con un coefficiente di frastagliatura di 2,6, sono ricche di insenature sia ampie sia più piccole che creano luoghi protetti dai forti venti di bora. La parte bagnata dal Quarnarolo è bassa e accessibile, così come quella bagnata dal golfo di Fiume, ma a differenza di quest'ultima è maggiormente frastagliata. La costa orientale è invece più lunga e divisibile in tre parti: a sud è alta e scoscesa con picchi che superano i 400 m, al centro è bassa, accessibile e maggiormente popolata, e a nord è completamente inaccessibile e scoscesa seppur con altezze minori rispetto alla zona meridionale.
Le insenature maggiori sono:

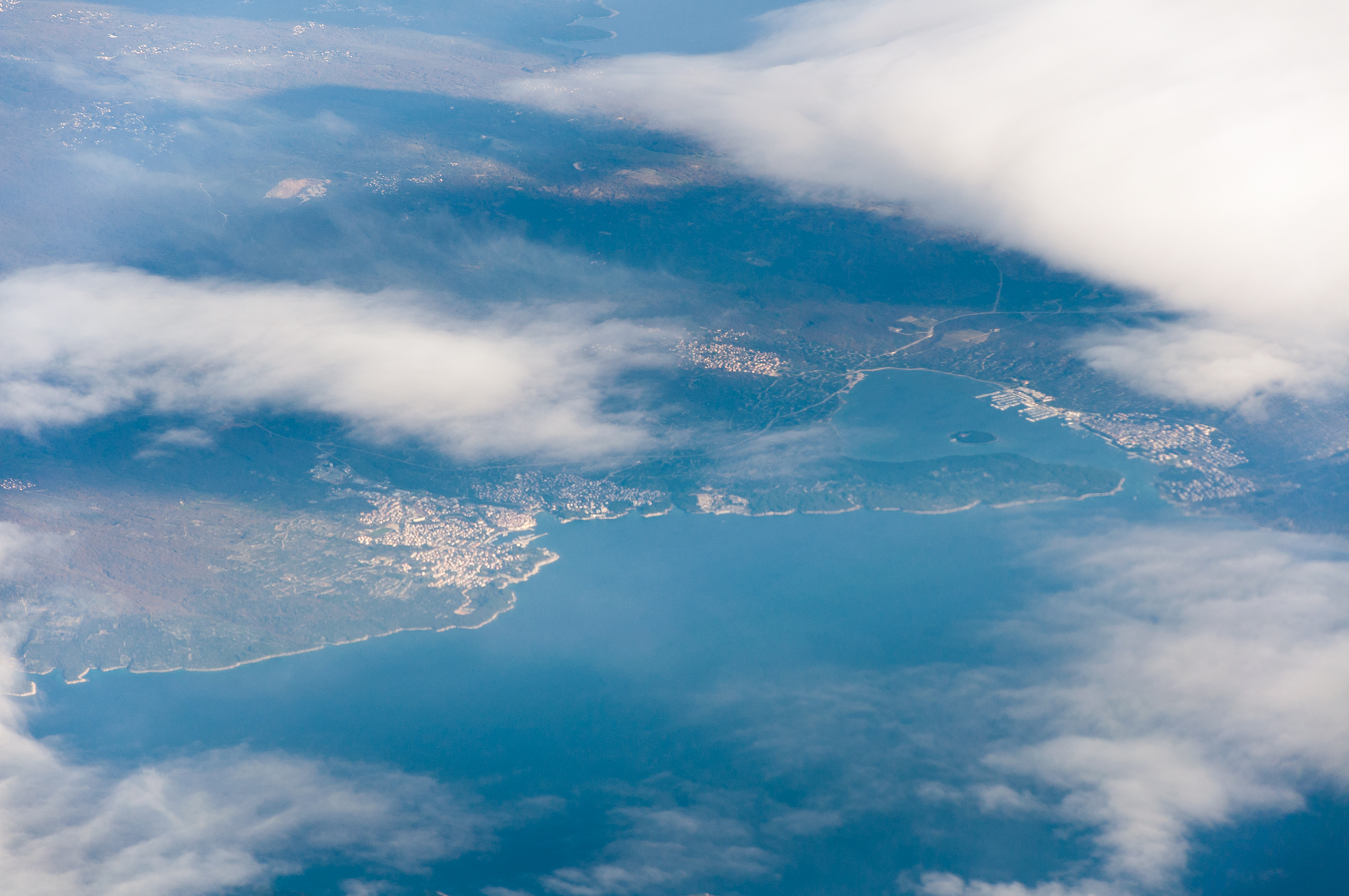
Il golfo e porto di Veglia al centro e quello di Ponte sulla destra.

- il golfo di Veglia (Krk zaljev), nel sudovest, su cui si affaccia la città omonima, che si apre ulteriormente nel porto di Veglia[20] (luka Krk);
- la baia di Ponte o porto Cassion[21] (Puntarska draga), estensione del golfo di Veglia su cui si affaccia la cittadina di Ponte;
- la baia Chiavlina[22] (uvala Čavlena), poco a nord dell'estremità occidentale dell'isola;
- la rada di Malinska[23] (sidrište Malinska), ampia insenatura semicircolare nel nordovest su cui si affaccia la cittadina di Malinsca-Dobasnizza;
- la baia di Gnivizze o rada di Sassobianco[24] (uvala Njivice) e il porto Chiatz[25] (luka Kijac), sempre a nordovest, rispettivamente a nord e a sud dell'insediamento di Gnivizze;
- il golfo di Castelmuschio[26] (Omišaljski zaljev), insenatura molto allungata nel nord dell'isola, su cui si affaccia la cittadina omonima;
- il golfo di Saline o di Dobrigno[27] o vallone di Dobrigno[28] (zaljev Soline), nel nordest, su cui si affacciano gli insediamenti di Saline, Climino e Cisicchie;
- il golfo di Bescanuova[29] (Bašćanska draga) ampia insenatura nel sud dell'isola su cui si affaccia la cittadina omonima;
- la baia di Bescavecchia[30] (uvala Stara Baška) a ovest della precedente e a sud del golfo di Veglia. Vi si affaccia l'insediamento omonimo.

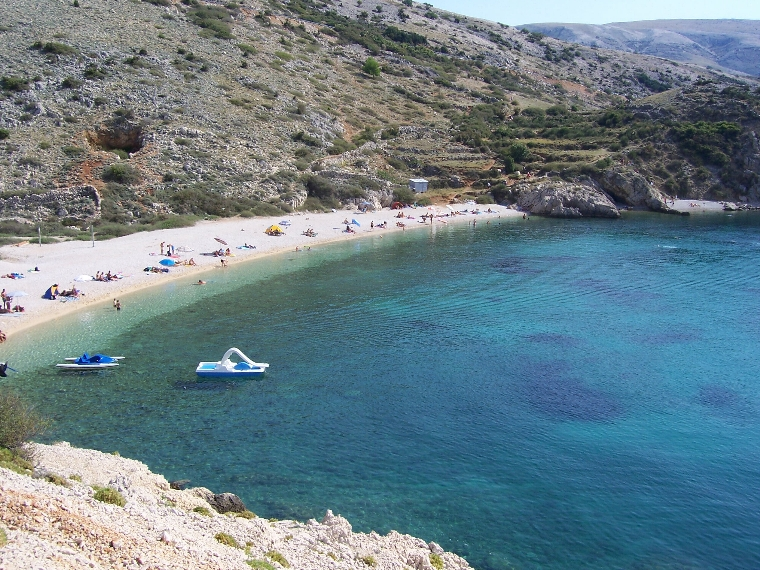
La spiaggia e la baia di Bescavecchia.

Tra le insenature minori, sono da ricordare la baia Voos (uvala Voz) e la baia Peschiera (uvala Peškera), nel nord dell'isola, situate ai lati di un lembo di terra da cui si sviluppa la penisola Voschizza dalla curiosa forma di lanterna. Un'altra penisola dalla forma simile si trova nel sudest ed è creata dai porti di Malaluka (Mala luka) e Velicaluka (Vela luka). A est-sudest del golfo di Saline si trova la baia Stipana (uvala Stipanja) chiusa a est da capo Scillo, mentre poco più a sud si trovano il porto di Verbenico (luka Vrbnik) e il porto Serschizza (luka Sršćica). All'estremità meridionale, con lo stesso nome del capo che la racchiude a ovest, si apre il porto Braziol (luka Bracol).

### Clima
L'isola, nonostante la latitudine, gode di un clima mediterraneo. Infatti la media delle temperature annue è di 22,8°, con medie massime che vanno dai 9° di dicembre ai 30° di agosto e medie minime comprese tra i 5° di febbraio e i 22° di agosto.

### Flora e fauna
La varietà del territorio e il clima mite hanno contribuito allo sviluppo di circa 1400 specie differenti di piante.

Su Veglia ci sono 3 aree protette (4 se si considera l'isola di Pervicchio che fa parte del comune di Bescanuova). La più vasta è la Glavine - Mala luka, riserva ornitologica speciale che copre tutta la scoscesa costa sudorientale, da capo Glavina al porto di Malaluka, habitat protetto dei grifoni. Santa Maria del Capo (Glavotok), a sudovest di Malinsca, è invece una riserva forestale speciale, così come l'isolotto di Cassione, nella baia di Ponte.

### Isole adiacenti
Partendo da nord e movendosi in senso orario, si incontrano:
Amministrati dal comune di Castelmuschio:
- San Marco di Veglia, isolotto all'estremità settentrionale di Veglia.
- Selehovac, una coppia di rocce affioranti a sudovest di San Marco. 45°14′44.5″N 14°33′31.5″E

Amministrati dal comune di Dobrigno:
- Scoglio San Giorgio[28] (Veliki Školjić)[44], uno scoglio all'interno del golfo di Saline che ha una superficie di 0,0048 km²[44] e uno sviluppo costiero di 256 m[44]. La sua altezza massima è di 3,2 m s.l.m.[45] 45°09′48″N 14°36′47″E
- Mali Školjić, altro scoglio nel golfo di Saline, più piccolo del precedente, ha un'area di 0,0018 km²[44]. 45°09′37″N 14°37′34″E
- Hrid Crni, una piccola roccia all'estremità orientale di Mali Školjić su cui si trova un faro[45][46]. 45°09′38.2″N 14°37′35.1″E

Amministrati dal comune di Bescanuova:
- Scogli Petrera[48] (hridi Kamenjak)[49], due rocce lungo la costa orientale di Veglia, nella zona di Verbenico, con un'area complessiva di 0,00105 km²[47] 45°04′20″N 14°44′03.6″E
- Matanovo[50], due piccoli scogli situati a 500 m dal capo omonimo lungo la costa sudorientale di Veglia con un'area di 0,0009 km²[47]. 45°00′13″N 14°47′45″E
- Scoglio Zecia
- Pervicchio
  - Scogli Brasugnin[51] (Školjići)[52], due piccoli scogli situati a un centinaio di metri dal capo settentrionale di Pervicchio. 44°56′04″N 14°46′11″E
  - Scogli Gnivizza[53][54] (hridi Njivica)[55], due scogli lungo la costa meridionale di Pervicchio con un'area complessiva di 0,00118 km²[47]. 44°54′05.8″N 14°46′57.5″E

Amministrato dalla città di Veglia:
- Cassione
- Nonostante si trovino più vicini a Cherso, Plauno, Plauno Piccolo e gli isolotti Cormato sono anch'essi amministrati dalla città di Veglia[44].

Amministrato dal comune di Ponte:
- Scoglio Gallon

## Storia

### Preistoria
Grazie alla posizione geografica, al clima mite, alle molte sorgenti d'acqua dolce e alla ricchezza della vegetazione, l'isola di Veglia è stata abitata fin dalla preistoria. Molti reperti dell'epoca sono andati persi o si trovano in musei fuori dall'isola. Una certa parte, raccolta dal sacerdote Nikola Butković nel XX secolo, si trova oggi presso l'ufficio parrocchiale di Verbenico e comprende armi in pietra, attrezzi e gioielli in bronzo provenienti dalle zone di Verbenico, Dobrigno, Ressica, Poglie e Ponte. Tutti questi oggetti risalgono al Neolitico e all'Età del Bronzo. Oltre agli oggetti sono state trovate tracce di abitazioni di difficile collocazione temporale: con ogni probabilità sono abitazioni costruite nel Neolitico e utilizzate in seguito dalla tribù illirica dei Liburni.

### Illiri
Dal 1000 a.C . l'isola fu abitata dalla tribù illirica degli Iapodi che visse qui fino al 400 a.C. circa, quando furono invasi e annientati dai Celti. Tuttavia i Celti non rimasero a lungo e non si hanno reperti del loro passaggio, e ben presto furono sostituiti dai Liburni, un'altra tribù illirica. Questi ultimi vissero sull'isola anche dopo la conquista dei Romani, mescolandosi con essi, fino all'arrivo dei Croati nel VII secolo.  I Liburni erano una popolazione sedentaria, dedita all'agricoltura e all'allevamento, alla produzione di ceramiche e al commercio marittimo. A differenza delle popolazioni preistoriche che si installarono nelle vicinanze dei corsi d'acqua e nelle valli, i Liburni preferirono costruire le loro abitazioni in zone rialzate per un maggiore controllo sul territorio. Le case erano in genere circondate da mura ovali concentriche in pietra. Esempi di costruzioni illiriche sono Mali e Veli Kaslir a sud di Ponte, Orlavica a nordovest di Bescavecchia, Gračišće vicino a Dobrigno, Zagrajini a sud di Crasse, Kostrji nei pressi di Verbenico e Gradac sulla baia Chiavlina. Come indicato dalla posizione, dal castello e dai reperti trovati, Castelmuschio, Dobrigno, Verbenico e l'insediamento originale di Bescanuova sono tutte cittadine di origine illirica.  La stessa città di Veglia è stato il più grande insediamento illirico sull'isola, anche se alcune teorie indicano che sia stata fondata precedentemente. In primo luogo, secondo il linguista Petar Skok, il nome Krk deriverebbe da Curicta, parola non presente nel bacino del Mediterraneo in epoca illirica. In secondo luogo, Veglia, diversamente dagli altri insediamenti, è stata costruita in una vallata non protetta affacciata sul mare. A riprova di questa teoria (anche se i Liburni potrebbero esserne entrati in possesso in differenti modi), durante gli scavi archeologici delle antiche mura furono rinvenuti frammenti dipinti di ceramiche iapige datate intorno al 600 a.C. Nonostante ciò, è indubbia la successiva presenza illirica nella zona a fronte dei ritrovamenti di vari oggetti, di gioielli, sepolture e lapidi.
Nel 229 a.C. gli Illiri mossero guerra contro i Romani e furono sconfitti nella cosiddetta prima guerra illirica. Roma però non occupò immediatamente i territori illirici, facili alla rivolta, limitandosi a imporre un embargo alle loro navi o a mettere a comando dinastie amiche, questo portò alle due guerre successive. Infine, tra il 6 e 9 d.C., scoppiò la rivolta dalmato-pannonica, al termine della quale tutta l'Illiria venne definitivamente inglobata nell'impero romano. Non si conosce il momento preciso in cui Veglia venne conquistata dai Romani. Dato comunque che i Liburni parteciparono alla rivolta con diverse navi, è probabile che il periodo della sconfitta coincida con l'inizio della fortificazione dei loro insediamenti e la costruzione di nuovi da parte dei Romani. Un'indicazione è il cambio di nome dell'insediamento illirico di Kaslir in Krvava glavica (in italiano "Cima insanguinata"), probabile riferimento a una battaglia tra Liburni e Romani, in quanto non si hanno notizie di altre battaglie avvenute in seguito in questa zona.
I Liburni rimasero comunque la popolazione principale dell'isola. I Romani cambiarono il nome in Vecla e si limitarono ad abitare la città di Veglia e il nuovo insediamento di Fulfinum, nei pressi di Castelmuschio, ma lasciarono che i Liburni mantenessero intatte le loro tradizioni, la loro lingua e la loro religione. Questa suddivisione rimase tale fino all'arrivo dei Croati nel VII secolo, che ripresero l'antico nome illirico a dimostrazione della presenza liburnica nell'isola. Una teoria dice che una piccola comunità di Liburni sopravvisse fino ad oltre il XV secolo in alcune zone di Veglia, come ad esempio Korintija a est di Bescanuova.

### Romani
I Romani controllarono ininterrottamente Veglia fino al 480 d. C. Di questi secoli di dominio si conosce poco; alcuni eventi si possono ricostruire su basi generiche, altri dai resti archeologici.

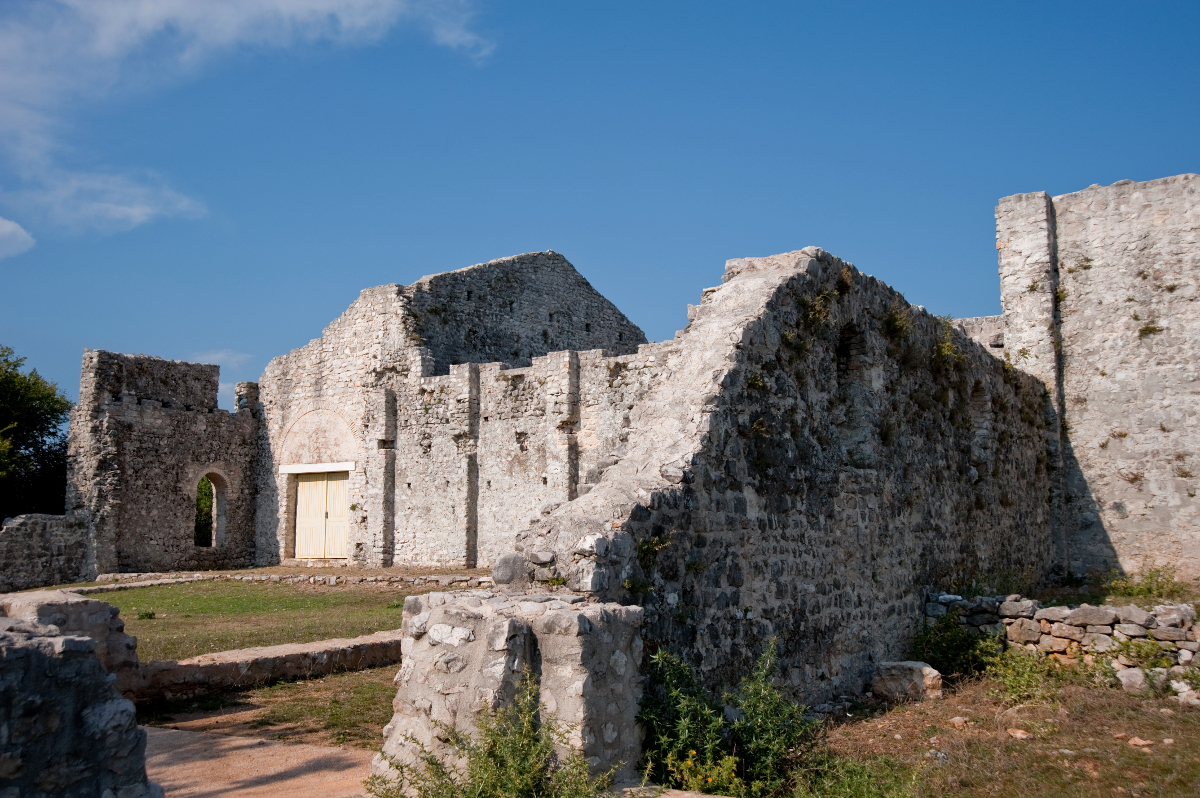
Sito di Mirine - Fulfinum, nei pressi di Castelmuschio.

Anche su Veglia, come in molte regioni amministrate dai Romani, si diffusero le loro leggi, l'esercito reclutava i giovani liburni, furono costruiti campi militari, insediamenti e strade (la più importante era quella che univa Fulfinum a Vecla), la città di Veglia (Vecla) fu riorganizzata e modificata secondo i loro costumi e vi costruirono un cardo, un decumanus, le terme, dei templi, le mura e l'acquedotto. Questo, indicato dalle poche iscrizioni arrivate sino ai nostri giorni, portò alla rapida romanizzazione degli abitanti illiri di Vecla e Fulfinum, ma lasciò intatte le tradizioni del resto della popolazione dell'isola.

I Romani iniziarono la costruzione e il riadattamento di queste due città tra l'81 e il 96 d. C. Il luogo in cui sorge Fulfinum fu scelto come punto strategico di passaggio tra l'isola e la terraferma, ma fino a quando non ne furono scoperti i resti a nord vicino a Castelmuschio, si pensò potesse trovarsi nei pressi dell'attuale Ponte, che all'epoca era un piccolo sobborgo di Vecla.

Tracce rilevanti della presenza romana sono state trovate nell'area di Bescanuova, nelle vicinanze delle rovine della cappella di san Marco, dove si trovano mosaici e resti di un sistema idrico. Nella stessa Bescanuova sono stati trovati altri mosaici, anfore, gioielli e capitelli di fattura romana. La chiesa di santa Lucia a Iurandvor è stata invece edificata sopra un monastero benedettino, a sua volta eretto sulle fondamenta di un'antica villa romana.
Nei pressi di Ressica, vicino a Verbenico, sono state trovate tombe con gioielli, denaro, terrecotte e iscrizioni romane. Un'altra iscrizione, lasciata da un veterano dell'ottava legione Augusta, è stata rinvenuta a Castelmuschio. Altre rovine si trovano nei pressi della chiesa di santa Fosca, tra Bescavecchia e Bescavalle.

### Croati
Tra la fine del VI secolo e l'inizio del VII secolo, Veglia fu colonizzata dai Croati. Dopo la caduta dell'Impero romano d'Occidente, Veglia passò infatti sotto il controllò dell'impero bizantino, ma trovandosi ai margini del dominio, l'isola non era protetta. Sebbene non ci siano molti dati a riprova dei reali avvenimenti, si suppone che i Croati la conquistarono attorno a questo periodo, che coincide con la scomparsa della città di Fulfinum. E dal momento che la città di Veglia sopravvisse, si ritiene che gli ultimi abitanti Romani e una parte della popolazione romanizzata si ritirarono dietro le sue mura per diverso tempo.

Si pensa anche che i Liburni rimanenti accettarono i Croati. Si può notare infatti come il nome dell'isola cambi di nuovo in Kurikta, nonostante fosse stata chiamata Vecla per circa 500 anni. D'altro canto, i Croati costruirono i loro insediamenti sui precedenti siti illirici: ciò potrebbe essere interpretato sia come un totale consenso dei Liburni verso i nuovi arrivati, sia come un'indiscussa conquista di questi ultimi.
È certo che i Croati edificarono gran parte dell'isola, specialmente a est della linea che va da Malinsca a Bescavecchia. Qui infatti costruirono le quattro cittadelle di Castelmuschio, Dobrigno, Verbenico e Bescanuova. A ovest di questa linea, che comprendeva anche la città di Veglia in mano ai Romani, i Croati si diffusero più lentamente, nel corso di secoli successivi. La linea di demarcazione fu ipotizzata per primo dal linguista Petar Skok, il quale si basò sull'etimologia dei nomi dei vari insediamenti, e in seguito fu perfezionata dagli storici Mihovil Bolonić e Ivan Žic Rokov. Secondo questi ultimi, da Malinsca, la linea arrivava all'insediamento di Valdimaur (Muraj), poi passava a est di Ponte, escludendo Treskavac, e a sud attraverso la piana di Sus e il promontorio con capo Negrito (rt Negrit). Lo storico Vjekoslav Klaić, studiando l'etimologia degli insediamenti, invece ne trovò i nomi più antichi quali: Kivno/Kibno per l'attuale Klimno (Climino in italiano), Gostinjoc per Gostinjac (Gostignazzo), Poje per Polje (Poglie), Tribùje per Tribulje (Tribuglie) e altri.

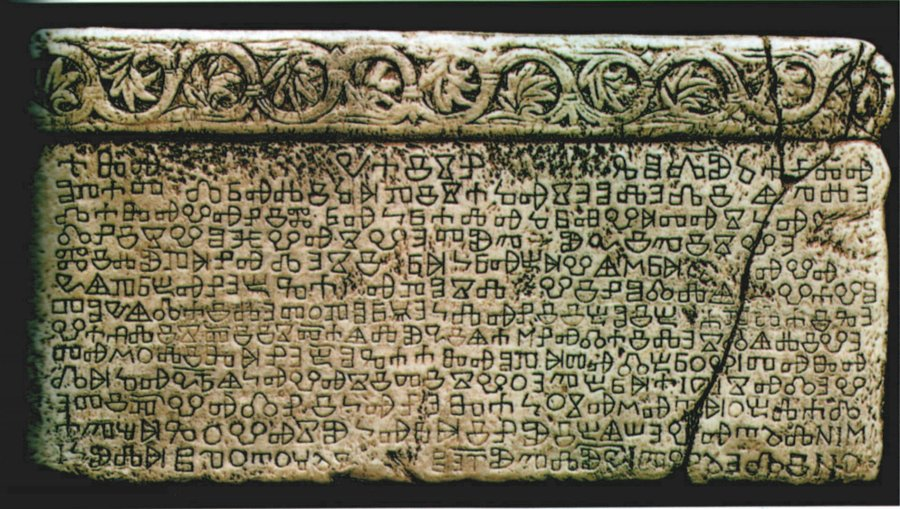
Lapide di Bescanuova.

Tra l'XI e il XII secolo, oltre all'alfabeto glagolitico, i Croati abbracciarono anche il Cristianesimo. Infatti sono databili a questo periodo numerose chiese e iscrizioni come la lapide di Bescanuova, l'iscrizione di Veglia e il frammento di Iurandvor. Più di 200 ulteriori manoscritti risalgono al XII-XIV secolo.
La più antica fonte storica che cita le cittadelle è la "Darovnica slavnoga Dragoslava", un'iscrizione glagolitica del 1º gennaio 1100, in cui appaiono sia Verbenico sia Dobrigno, definito come comune ben organizzato. Castelmuschio appare per la prima volta in un atto vescovile del 1153. La chiesa di san Giovanni Battista e il suo cimitero a Bescanuova appaiono invece in un documento del 1232 che parla dell'accordo sull'amministrazione del luogo fra tre fratelli della casata Frangipane, conti di Veglia.

### Conti Frangipane e Repubblica di Venezia

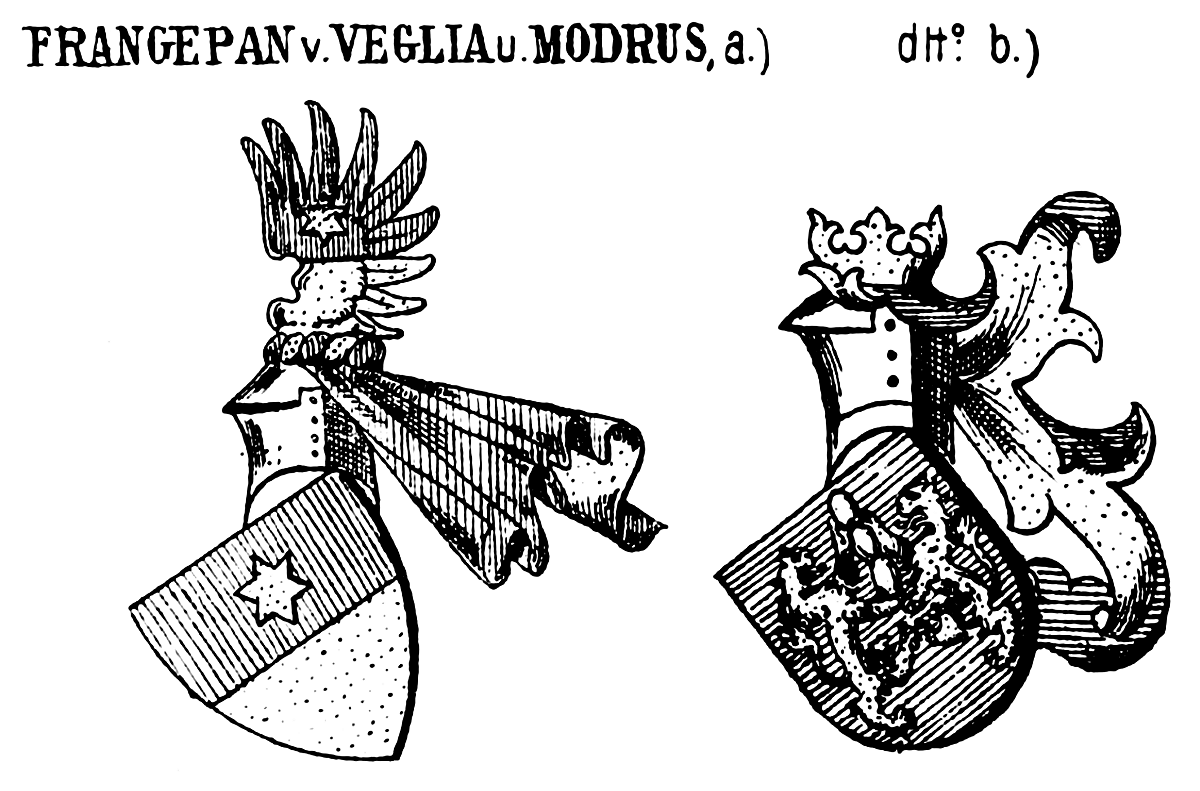
A sinistra: stemma dei Frangipane di Dalmazia-Croazia dei Conti di Veglia, Modrussa e Vinodol. A destra: stemma dei Frangipane di Ungheria.

Verso la fine dell'XI secolo, a causa delle numerose battaglie in cui era impegnato l'Impero bizantino, le isole e la costa della Dalmazia chiesero protezione alla Repubblica di Venezia. Il doge Pietro Orseolo II partì con una flotta di 30 galere e sconfisse Narentani e Saraceni. Da quel momento Venezia, con il beneplacito di Bisanzio, ottenne di fatto l'indipendenza e occupò i territori dalmati. Nel 998 Veglia, insieme ad altri territori, giurò fedeltà a Venezia, che donò l'isola per meriti militari a Dario Frangipane, nominandolo conte di Veglia.

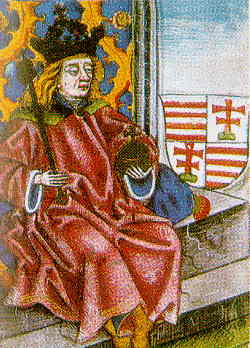
Re Bela IV d'Ungheria.

Gli anni successivi videro l'Adriatico soggetto a diverse scorrerie, alle quali Venezia non poté porre rapido rimedio, in quanto impegnata nella prima crociata. La politica espansionista, prima di re Zvonimir dei Croati e, alla morte di questo, di re Colomanno d'Ungheria (che inglobò i territori croati), non creò mai dei seri problemi all'isola. Anzi, i conti Frangipane difesero Veglia dalle continue incursioni e nel 1115 riportarono una definitiva vittoria con l'aiuto di Venezia.
Nel 1243 re Bela IV d'Ungheria, nel tentativo di tornare nella patria devastata dai mongoli, fu ospitato da Bartolomeo II Frangipane nel castello di Gradaz, il quale raccolse uomini d'arme e la considerevole somma di 20.000 marche e le mise a disposizione del re con l'intento di rimetterlo sul trono. Per esprimere la sua riconoscenza, re Bela IV donò ai Frangipane la contea di Segna e di Modrussa. La presa di posizione dei Frangipane non piacque però ai Veneziani, che bandirono i conti dall'isola per 17 anni. Al termine di questo periodo, dichiarando nuovamente fiducia e al prezzo di numerosi vincoli, i Frangipane furono riammessi su Veglia come feudatari.
Nel 1248, i Veneziani compilarono una lista delle famiglie nobili dell'isola, ognuna delle quali probabilmente a capo di una cittadella: a Castelmuschio i Dognani, a Dobrigno i Subinić (Zubinić), a Verbenico i Tugomorić e a Bescanuova i Zudinić. A queste quattro grandi casate, si accompagnavano una trentina di altre famiglie nobili.
Alla metà del XIII secolo Venezia perse il controllo della Dalmazia e delle isole adriatiche a causa di Luigi I d'Ungheria alleato di Genova, sconfitto poi a Zara. Dopo la guerra di Chioggia del 1378-1381 contro Genova, fu stipulato il trattato di pace di Torino che ridava il controllo dell'Alto Adriatico a Venezia, ma che la costringeva a cedere la Dalmazia a Luigi d'Ungheria. La stessa Veglia, al termine dei trattati, chiese e ottenne di essere riammessa come feudo nella Repubblica di Venezia.

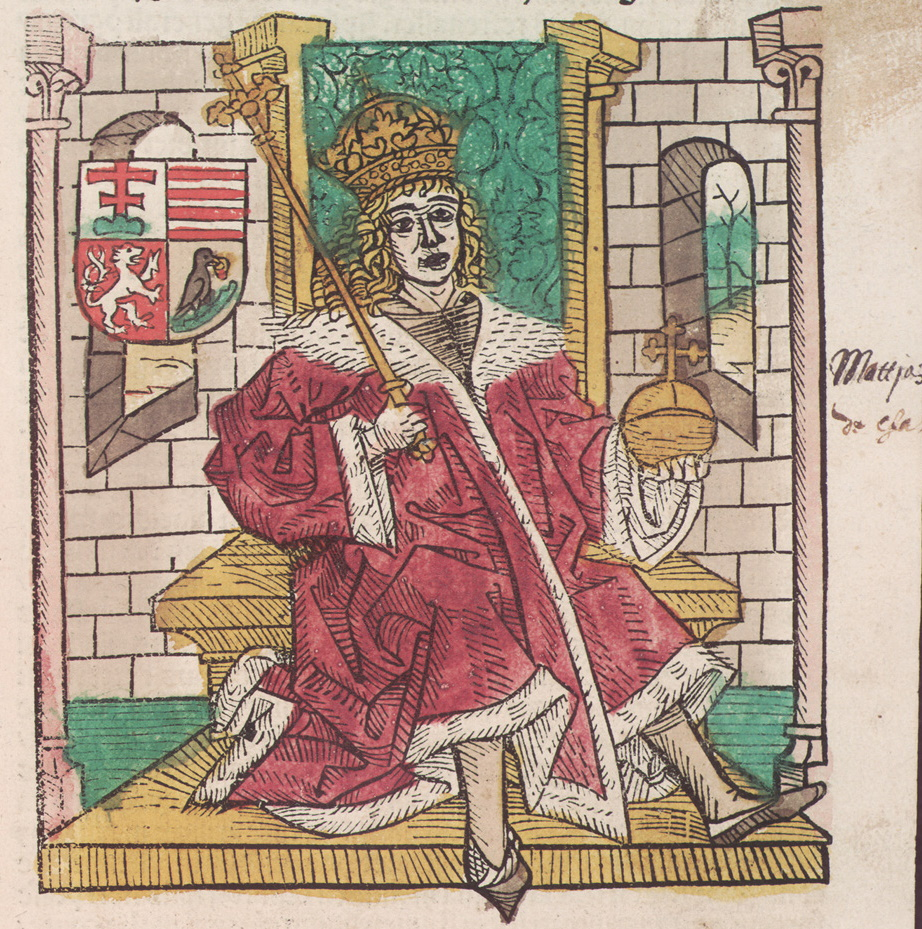
Mattia Corvino come appare nella Chronica Hungarorum di Johannes de Thurocz.

I secoli successivi videro lotte interne alla famiglia Frangipane. L'alleanza con Mattia Corvino re d'Ungheria, per conquistare un castello a nord di Fiume, danneggiò sia gli Austriaci sia i Veneziani. La Serenissima non poté agire al riguardo per la rapida intuizione di Giovanni Frangipane, di far sposare sua figlia con un cugino del re d'Ungheria. Ma poco dopo, lo stesso Giovanni Frangipane puntò alla conquista di due castelli controllati dagli ungheresi, i quali reagirono mandando una spedizione che impose agli isolani un'imposta di 2000 ducati. Per tutta risposta gli abitanti decisero di riscuotersi dal conte reggente, che iniziò così ad attingere e a dilapidare i beni della Chiesa. Questo durò fino a quando Mattia Corvino, conscio del fermento sull'isola, decise di impossessarsene spedendo un esercito di 2000 cavalli che presero d'assedio Castelmuschio. L'intervento di Venezia non si fece attendere. Antonio Loredan, capitano della flotta veneziana, inviò 4 galere a Veglia per respingere gli Ungheresi (1479). Sulle navi era imbarcato anche Antonio Vinciguerra, diplomatico del Senato veneziano, con il compito di deporre definitivamente Giovanni Frangipane e porre così Veglia sotto controllo diretto della Repubblica (1480-81).
La peste devastò gli abitanti di Veglia alla fine del XV secolo. La prima metà del XVI secolo portò invece le scorrerie degli Uscocchi, che erano stati spinti a nord dai Turchi. Ospitati a Segna dall'imperatore Ferdinando I d'Asburgo in cambio di aiuto proprio contro l'Impero ottomano, divennero presto corsari che attaccavano qualsiasi imbarcazione dell'Adriatico. Nel 1540 saccheggiarono Veglia, Arbe e Pago e solo all'inizio del secolo successivo, al termine della guerra di Gradisca (1615-17), furono definitivamente fermati e le loro navi bruciate.
La Repubblica di Venezia iniziò il suo declino nella seconda metà del XVII secolo: spossata dalla guerra di Candia in cui perse definitivamente Creta (1671), poi con la cessione della Morea, le restarono soltanto i possedimenti dell'Adriatico e le isole Ionie. Infine, gli interventi militari su più fronti la indebolirono per tutto il '700, fino a quando venne invasa dalle truppe francesi di Napoleone Bonaparte nel 1797. In tutto questo lasso di tempo, il governo di Veglia annaspava nella disorganizzazione più totale.

### Dal 1797 ad oggi
Dopo la caduta della Serenissima Repubblica di Venezia e la successiva stipula del trattato di Campoformio nel 1797, l'isola passò all'Impero austro-ungarico, per un breve periodo ai francesi (dopo la pace di Presburgo del 1805), per poi tornare agli Asburgo (dal 1815 al 1918).

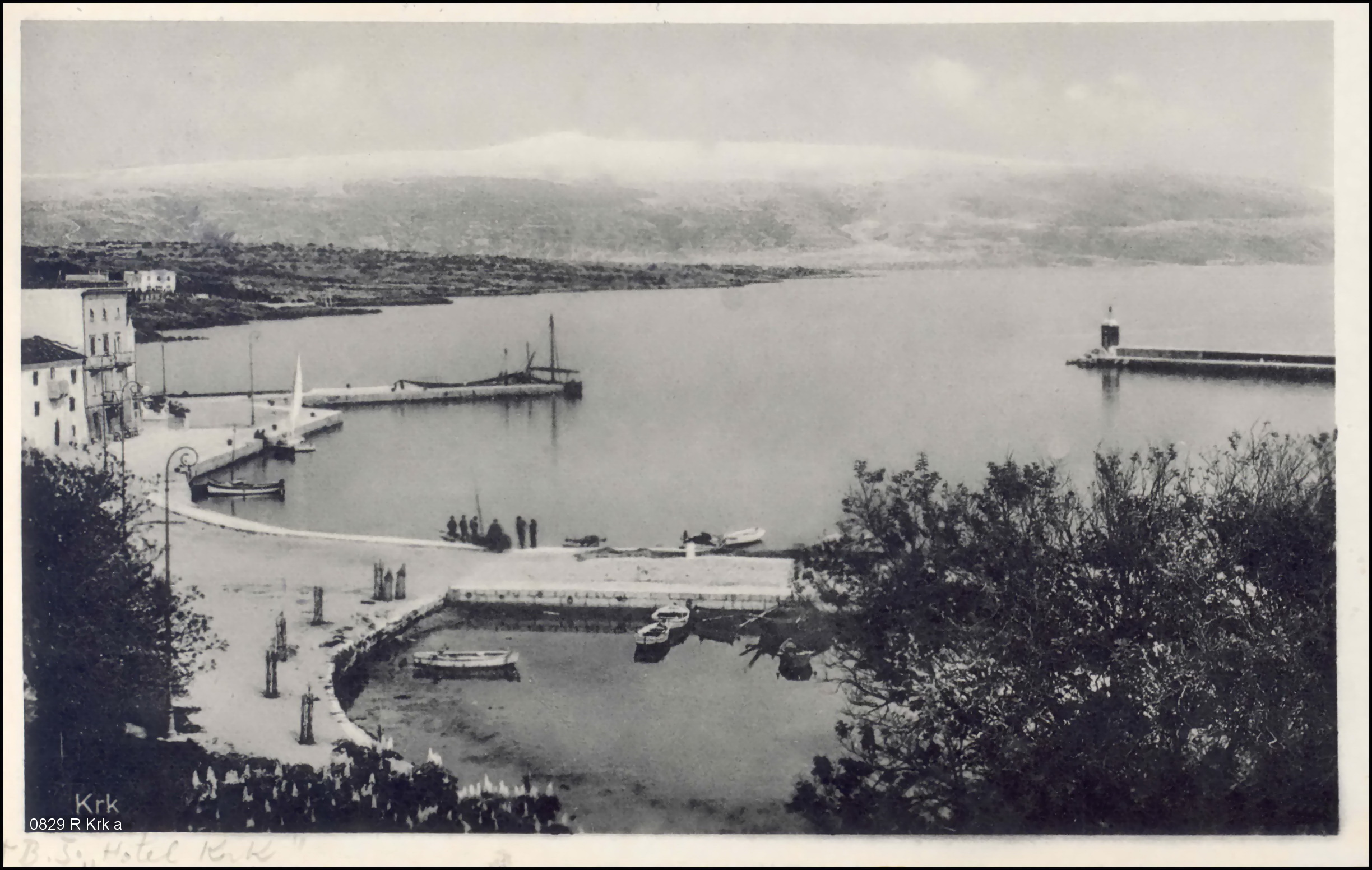
Porto di Veglia nel 1935.

Non venne compresa tra i territori promessi al Regno d'Italia in base al Patto di Londra in quanto avrebbe dovuto costituire, assieme a Fiume e Arbe (oltre al litorale croato da Buccari a Carlopago) l'unica porzione di territorio marittimo austro-ungarico nell'Adriatico che sarebbe stato attribuito alla Croazia comunque soggetta a un'Ungheria o più autonoma dentro lo Stato asburgico o indipendente. Il 2 novembre 1918, malgrado, per quanto detto sopra, non dovesse esser occupata, il comune del capoluogo, dove la popolazione era a schiacciante maggioranza italiana, votò unanime, quasi contemporaneamente a quello di Arbe, la propria riunione all'Italia chiedendo l'invio di qualche nave della Marina italiana. L'Ammiraglio Paolo Thaon di Revel, date le clausole dell'armistizio, poté inviare proprie unità a garanzia dell'ordine pubblico anche se, successivamente, la delegazione italiana a Versailles, rimanendo fedele alle richieste del Patto di Londra (in più alle quali chiedeva anche Fiume), non la comprese tra le proprie rivendicazioni. Malgrado ciò, dopo l'ingresso di Gabriele D'Annunzio a Fiume e la successiva proclamazione della Reggenza italiana del Carnaro, gruppi di legionari sbarcarono sull'isola occupandola per quasi un anno fino a quando le navi italiane non costrinsero i gruppi di volontari ad abbandonarla. Con il Trattato di Rapallo entrò a far parte del Regno dei Serbi, dei Croati e degli Sloveni. Da allora una parte della popolazione italiana, concentrata esclusivamente nel capoluogo cittadino, scelse la via dell'esodo parimenti a quanto avvenne in molti centri della Dalmazia passata sotto la sovranità jugoslava. Gli italiani rimasti poterono optare per la cittadinanza italiana e per loro venne aperta una apposita agenzia consolare a tutela dei loro diritti (istruzione, culto religioso, rilascio passaporti, ecc.). Gli italiani optanti vennero iscritti nelle liste elettorali della vicina isola di Cherso, annessa all'Italia. Nel frattempo ci fu una graduale immigrazione di Croati, sia provenienti dagli altri paesi dell'isola di Veglia (di antico insediamento slavo) che dalla terraferma, tanto che alla vigilia del secondo conflitto mondiale le due etnie circa si eguagliavano in numero. Nel periodo tra le due guerre, comunque, il comune di Veglia fu sempre a maggioranza italiana.
Nel 1941 venne occupata dalle truppe italiane, le quali avanzavano nella Jugoslavia, e annessa alla provincia di Fiume. Ma il 15 ottobre 1943 entrò a far parte delle Province italiane incorporate al Reich che formarono l'Adriatisches Küstenland. Finito il Secondo conflitto mondiale l'isola venne ceduta alla Repubblica Socialista Federale di Jugoslavia, di cui ha seguito le sorti fino all'indipendenza della Croazia (1991). Dopo il 1945 iniziò un nuovo esodo della popolazione italiana, che scomparve quasi del tutto da Veglia.
Vi resiste attualmente, riunita in una propria associazione, un'esigua comunità italiana.

## Geografia politica

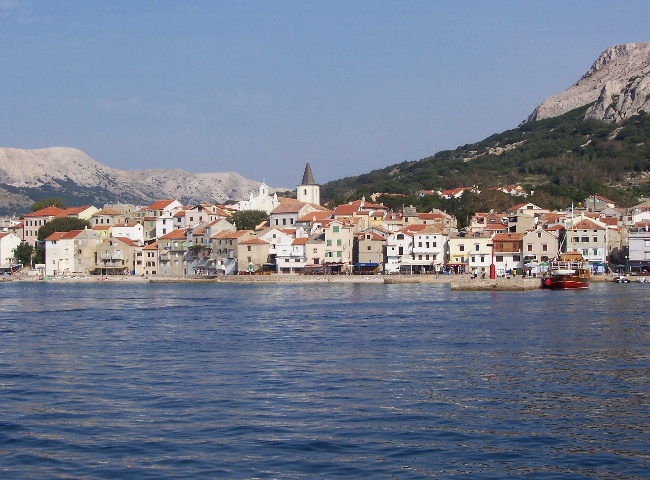
Bescanuova vista dal porto

Veglia è l'isola croata con il territorio maggiormente popolato. Ci sono in tutto 68 insediamenti (naselje), amministrativamente suddivisi in una città (grad) e sei comuni (općina).
- comune di Bescanuova (Baška) (4 insediamenti)
- comune di Castelmuschio (Omišalj) (2)
- comune di Dobrigno (Dobrinj) (20)
- comune di Malinsca-Dobasnizza (Malinska) (21)
- comune di Ponte di Veglia (Punat) (2)
- comune di Verbenico (Vrbnik) (4)
- città di Veglia (Krk) (15)

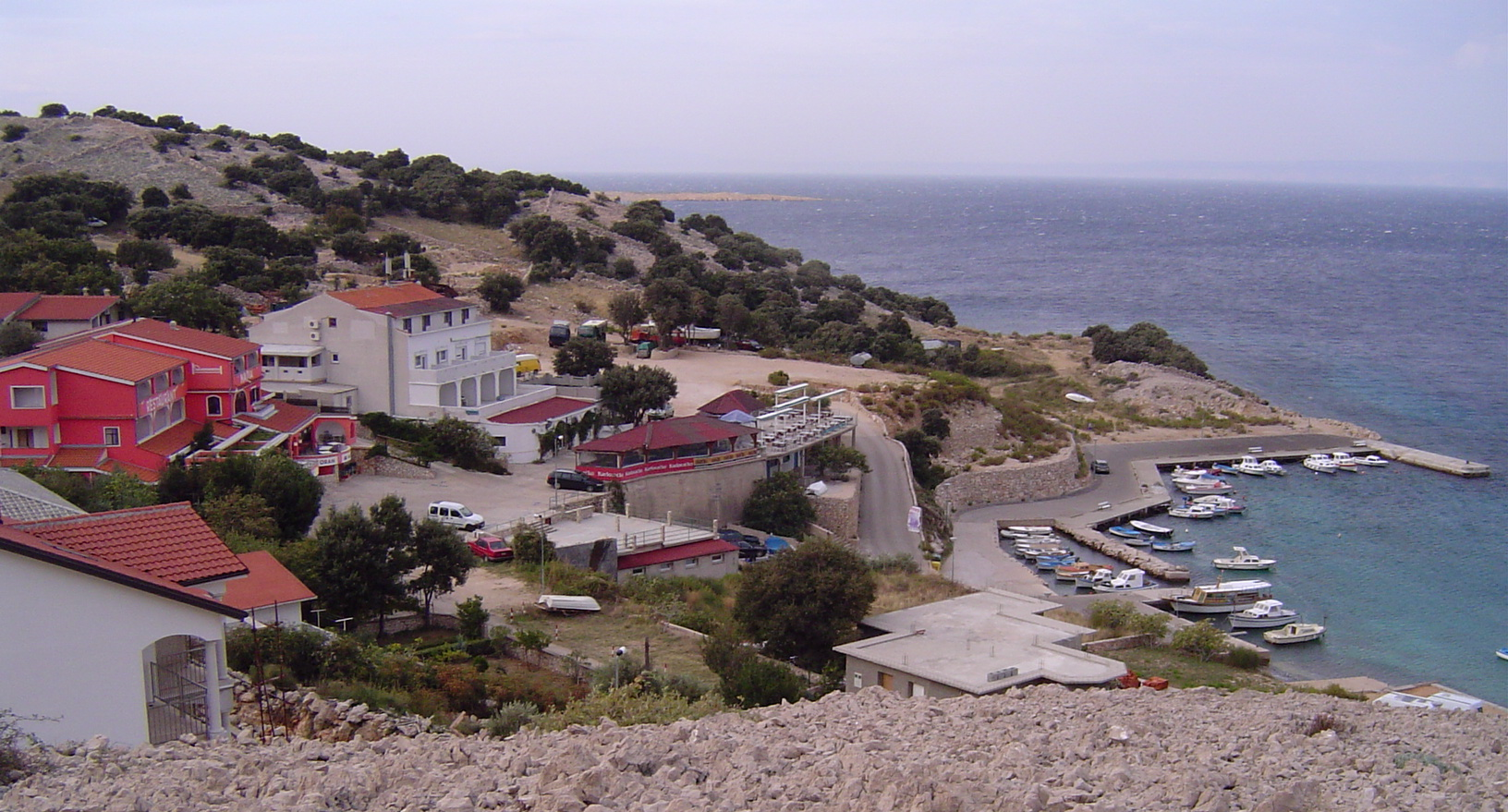
Bescavecchia e il suo porto

Tra gli insediamenti sono da ricordare:
- Bescavalle (Draga Bašćanska) e San Giorgio, o Iurandvor, (Jurandvor) nel comune di Bescanuova
- Bescavecchia (Stara Baška), nel comune di Ponte
- Monte di Veglia (Vrh), nella città di Veglia
- Climino (Klimno) e Saline (Soline) nel comune di Dobrigno
- Gnivizze (Njivice), nel comune di Castelmuschio
- Ressica (Risika), nel comune di Verbenico

In aggiunta ai 68 insediamenti, esistono anche diverse frazioni amministrate da questi, come Kosić e Salatić presso Monte di Veglia, Kozarin e Stoza presso Garizze (Verbenico), Glavotok presso Bersaz (Veglia) e Prapata e Mavri presso Ressica.
Sull'isola ci sono anche alcune frazioni disabitate, tra le quali Voz e Jezero.

### Centri principali

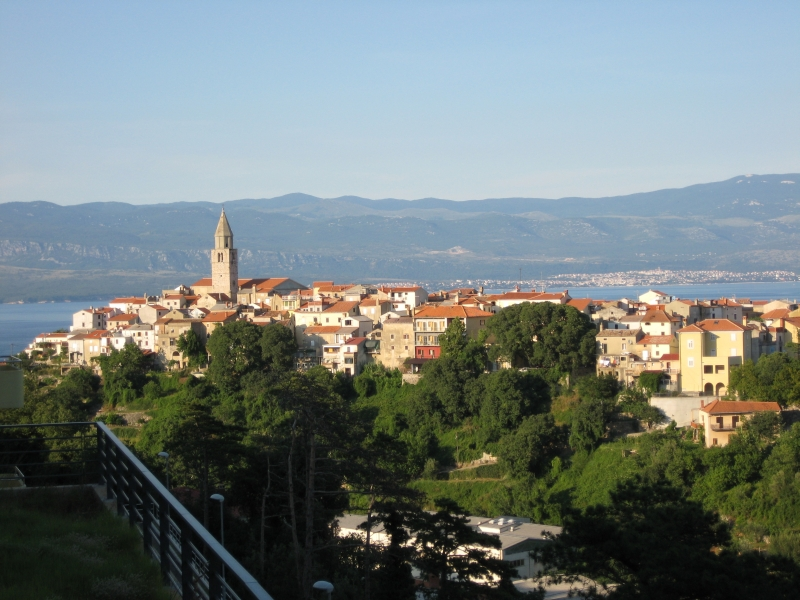
Verbenico

Veglia (Krk) è il centro storico, politico-amministrativo, economico e religioso dell'isola. Situata nella parte occidentale, si trova in una vallata aperta, affacciata sul golfo omonimo.

Bescanuova (Baška) è situata nel sud dell'isola, nota come località di villeggiatura, possiede una vasta spiaggia di ciottoli e un vasto panorama dal crinale su cui si estende. Nel 1380 i Veneziani la bruciarono nel corso di una battaglia e nel 1525 nacque nuovamente sul bordo del mare, dove ancora oggi si possono notare le file di case, ben conservate, con le facciate collegate l'una all'altra. Dalla città partono sentieri che la collegano con altri centri dell'isola.

Verbenico (Vrbnik) è un centro medievale posizionato su di un dirupo nella parte orientale dell'isola. Composta da ripide vie munite di archi, fu il centro della lingua glagolitica tenuta in vita da alcuni sacerdoti, mestiere che molti giovani sceglievano di fare per non lavorare per le galere veneziane. Il paese gode di un'ottima vista sul mare e sulla spiaggia sottostante.

Castelmuschio (Omišalj) si trova a nord. Il nucleo più anico della città è ubicato su una rupe che domina la baia di Buccari a circa 80 metri sul livello del mare. In questo luogo si trova il castello dei Frankopan.

### Infrastrutture e trasporti

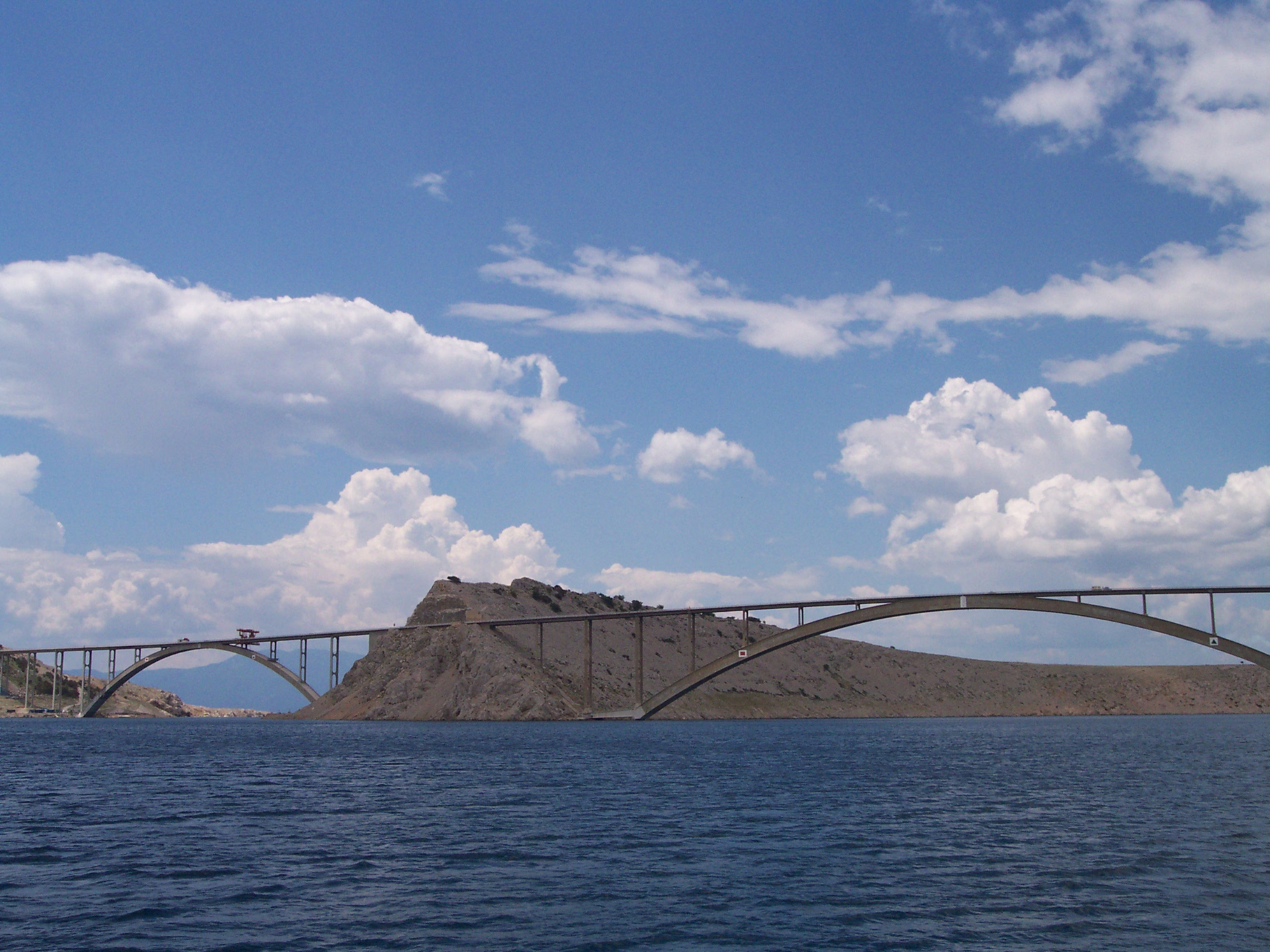
Il ponte che collega Veglia alla terraferma

Veglia è collegata alla terraferma grazie al ponte di Veglia (Krčki most). La costruzione del ponte ebbe inizio nel 1976 e inaugurato nel luglio del 1980, è una struttura a due arcate in calcestruzzo che, a circa metà corsa, poggia sull'isolotto di san Marco. Lungo 1430 m, parte a nordest del comune di Castelmuschio e arriva poco a sud della città di Porto Re.

Sempre nel comune di Castelmuschio si trova l'aeroporto di Fiume.

Tutte le maggiori cittadine che si affacciano sul mare hanno un proprio porto, tuttavia nessuna linea di traghetti parte da una di queste città. La linea Bescanuova-Loparo, che univa Veglia all'isola di Arbe è stata soppressa nel 2008 e sostituita con la tratta Valbisca-Loparo. Da Valbisca, frazione a nordovest di Veglia, partono anche i traghetti per Smergo (Merag) sull'isola di Cherso.

## Società
Al censimento del 2011 l'isola di Veglia contava 19.383 abitanti, un aumento di circa l'8% rispetto al censimento del 2001, dove si contavano 17.860 abitanti.
| Comune/città        | Area km² | Abitanti (2011) | Densità ab./km² | Insediamenti |
| ------------------- | -------- | --------------- | --------------- | ------------ |
| Veglia              | 107      | 6.281           | 58,7            | 15           |
| Bescanuova          | 100      | 1.674           | 16,7            | 4            |
| Dobrigno            | 55       | 2.078           | 37,8            | 20           |
| Malinsca-Dubasnizza | 43       | 3.134           | 72,9            | 21           |
| Castelmuschio       | 37       | 2.983           | 80,6            | 2            |
| Ponte               | 34       | 1.973           | 58,0            | 2            |
| Verbenico           | 52       | 1.260           | 24,2            | 4            |
| Totale              | 428      | 19.383          | 47,8            | 68           |

### La presenza autoctona di italiani
A Veglia esiste una piccola comunità di italiani autoctoni, che rappresentano una minoranza residuale di quelle popolazioni italiane che abitarono per secoli ed in gran numero, le coste dell'Istria e le principali città di questa, le coste e le isole della Dalmazia, e il Quarnaro, che erano territori della Repubblica di Venezia. La presenza di italiani autoctoni di Veglia è drasticamente diminuita in seguito all'esodo giuliano dalmata, che avvenne dopo la seconda guerra mondiale e che fu anche cagionato dai "massacri delle foibe".
Nel 1900 l'isola di Veglia risultava così etnicamente composta: 19.553 croati e 1.543 italiani, questi ultimi in grande maggioranza concentrati nella cittadina di Veglia (altre piccole minoranze, soprattutto di origine veneta, risiedevano a Malinsca, Castelmuschio, Dobrigno e Verbenico). Tuttavia, però, mentre il centro urbano di Veglia era totalmente italiano, gli altri paesi e le campagne dell'isola erano a netta maggioranza croata.
Al termine della prima guerra mondiale, l'isola venne occupata dalle truppe italiane. La popolazione isolana croata si dimostrò decisamente ostile all'occupazione italiana ed era guidata dal clero cattolico locale, tutto anti-italiano, eccetto il parroco di Veglia, di sentimenti moderati. Nel corso dell'occupazione i sacerdoti cattolici furono l'anima dell'opposizione, svolgendo un'intensa propaganda a favore dell'appartenenza dell'isola al nascente Regno di Jugoslavia. Per sedare l'opposizione del clero vegliota, le autorità militari italiane decisero di espellere da Veglia il vescovo della diocesi, monsignor Anton Mahnić, che fu costretto a rimanere ospite del Vaticano a Roma per molti mesi. A Castelmuschio venne arrestato il segretario comunale, sorpreso mentre tentava di asportare un tratto della linea telefonica militare italiana. Altri incidenti si ebbero a Dobrigno. Con il passaggio dell'isola al regno di Jugoslavia, la locale comunità italiana non abbandonò l'isola, contrariamente a quanto stava accadendo nel resto della Dalmazia. Uno dei primi atti del nuovo governo jugoslavo fu lo scioglimento della giunta comunale della città di Veglia. Il comune venne commissariato e venne occupata con la forza la scuola italiana. L'amministrazione jugoslava stabilì restrizioni all'esportazione di tutte le merci per l'Italia e per Fiume ed adottò la lingua croata nell'emanazione degli atti d'ufficio del comune di Veglia.
Peraltro, con la fine dell'occupazione italiana, gli italiani di Veglia decisero in grande maggioranza di optare per la cittadinanza italiana: già nel maggio 1921, 1.123 cittadini veglioti fecero richiesta di ottenere la cittadinanza italiana. Il censimento degli italiani all'estero del 1927 confermò l'esistenza di ben 1.162 italiani optanti a Veglia città. Alcuni di questi italiani scelsero di emigrare nel Regno, ma la larga parte decise di restare anche sotto il dominio jugoslavo; la città rimase a maggioranza italiana fino all'esodo successivo alla seconda guerra mondiale. Gli italiani erano quasi esclusivamente pescatori, agricoltori ed artigiani. Queste attività professionali rendevano possibile la loro permanenza in Jugoslavia. La prima associazione italiana a Veglia era il Circolo Italiano di Cultura, con una settantina di soci. Altra istituzione comunitaria era la chiesa di San Quirino, patrono cittadino, riservata all'elemento italiano. Nel 1923 venne riaperta anche la scuola italiana. Tuttavia, nel 1927, gli italiani risultavano scesi a 1.067 unità.
Dal censimento del 2001 e da quello successivo del 2011, risulta in tutta l'isola una minoranza autoctona italiana composta da circa 70 persone che dà vita alla Comunità degli Italiani di Veglia. Il gruppo più numeroso è quello della cittadina di Veglia, a seguire quelli di Castelmuschio e Malinsca-Dobasnizza.

### Lingue e dialetti
Nell'isola si sono susseguiti, nel corso dei secoli, diversi idiomi. La lingua illirica è la prima di cui si ha notizia, poi vennero il latino, le lingue slave, sotto forma di croato nel suo dialetto ciacavo, e quelle romanze, sotto forma di lingua dalmata (vegliota), arumena, veneta-triestina e italiana.

#### Illirico e latino
Dal 1000 a.C. fino al III secolo a.C., gli illiri che vivevano su Veglia parlavano esclusivamente la loro lingua di origine indoeuropea. In seguito all'espansione dell'impero romano, ai primi contatti tra i due popoli e alla conquista dell'isola, dal I secolo d. C. il latino si diffuse gradualmente, ma non soppresse mai del tutto la lingua illirica. Come detto in precedenza, ciò si evince dal fatto che, tra il VI e VII secolo, i Croati ripresero il nome originario dell'isola usato dai Liburni, ignorando il trermine latino Vecla, usato per più di 500 anni. Lo stesso latino, nella sua accezione volgare, fu influenzato dalla lingua illirica, tanto che ne derivò la successiva lingua dalmatica.

#### Forma arcaica del dialetto ciacavo
All'arrivo dei Croati, si diffuse una nuova lingua: il croato, nel suo dialetto ciacavo. La costruzione delle quattro cittadelle croate nella parte orientale dell'isola portò allo sviluppo di diversi sottodialetti che, seppur significativamente cambiati nel corso dei secoli, sono sopravvissuti fino ai nostri giorni. Il nome ciacavo deriva dal pronome interrogativo ča? (che cosa?), all'epoca pronunciato če (čekavica) a Castelmuschio e Verbenico, čo (čokavica) a Dobrigno e ca (cakavizam) a Bescanuova. Queste forme, minacciate d'estinzione, sopravvivono oggi ancora su alcune altre isole e sulla costa della Dalmazia. In molti insediamenti di Veglia questi sottodialetti sono stati pian piano sostituiti dal ciacavo originale e resistono solo in poche zone e con pochi parlanti. Unica eccezione sembra essere Verbenico, in cui il sottodialetto cecavo resiste grazie al maggior numero di popolazione indigena.

#### "Nuova" forma del dialetto ciacavo
La seconda metà del XIX secolo e la prima metà del XX secolo furono un periodo di forte espansione per il "nuovo" dialetto ciacavo, che si caratterizzava per la pronuncia ča del pronome interrogativo. Questa nuova forma si diffuse principalmente nell'area di Ponte, Cornicchia, Dubasnizza, Veglia e nella zona di Sottovento. Nelle aree di Sottovento e Dubasnizza è stata gradualmente estromessa da un dialetto della lingua arumena (il krčkorumunjsko narječje), mentre nelle aree di Veglia, Ponte e Cornicchia è stata sostituita dal dialetto veglioto della lingua dalmata. Nella stessa città di Veglia il ciacavo venne sostituito prima dal veneto-triestino e poi dall'italiano. Oggi, il ciacavo sta sostituendo, insieme allo stocavo, le sue tre forme arcaiche, ed è caratterizzato da una parlata icavo-ecava.

#### Lingua dalmatica: dialetto veglioto oveclisun
Oltre alle lingue slave, su Veglia si sono parlate anche diversi lingue e dialetti romanzi.
Dopo la caduta dell'Impero romano d'Occidente nel V secolo, il latino perse man mano il suo ruolo di lingua predominante. Il successivo passaggio all'Impero bizantino, la cui lingua principale era il greco, non portò però alla scomparsa del latino, bensì alla sua trasformazione in lingua dalmatica lungo le aree costiere e sulle isole. Si conoscono diverse forme di dalmatico, come il raguseo parlato a Ragusa, ma quella che è durata più a lungo è stata la forma vegliota, estintasi alla morte del suo ultimo parlante, Tuone Udaina, nel 1898.

Alla fine del XIX secolo, il glottologo Matteo Giulio Bartoli registrò circa 3000 parole e chiamò la lingua "veglioto", dal nome italiano dell'isola. Gli stessi parlanti si definivano invece veclisun. La lingua iniziò a svilupparsi attorno al VII secolo, in cui fu influenzata dal ciacavo; nel XV secolo venne a contatto con il veneto e infine nel XIX secolo con l'italiano. Questo dialetto si parlava soprattutto nella città di Veglia ma anche negli insediamenti vicini, come Ponte e Cornicchia, e in parti dell'isola coltivate e frequentate dagli abitanti di Veglia, come la zona di Sottovento.

#### Dialetto arumeno
A meta del XV secolo, il duca Giovanni VII Frangipane spostò un gruppo di circa 200 famiglie dalle Alpi Bebie. Le sistemò nella zona di Dubasnizza e Sottovento, nella parte occidentale dell'isola, in alcuni villaggi a nord di Dobrigno, e nei pressi di Monte di Veglia. Queste famiglie erano valacche di lingua arumena. Il loro dialetto venne chiamato localmente krčkorumunjsko narječje e apparteneva al gruppo delle lingue romanze orientali. Sempre nello stesso periodo i Valacchi si spostarono anche nel nord della penisola d'Istria dove svilupparono l'attuale lingua istrorumena, parente prossima del krčkorumunjsko narječje. Questo dialetto venne completamente sostituito dal ciacavo e si ritiene che l'ultimo parlante fu Mate Bajčić Gašpović che morì nel 1875 a Poglizza dei Morlacchi, insediamento nella zona di Sottovento.

#### Dialetto veneto-triestino
Quando la Repubblica di Venezia conquistò Veglia nel 1480, iniziò la diffusione del veneto sull'isola. Nel corso del XIX secolo ricevette anche un certo prestito di parole dal dialetto triestino, tanto che, gli italiani che conoscono i due linguaggi, definiscono la parlata di Veglia come un misto tra veneto e dialetto triestino.

#### Lingua italiana
Dopo l'unificazione d'Italia e l'inizio dell'irredentismo italiano, la precedente parlata veneto-triestina venne gradualmente sostituita dall'italiano, in particolare durante la prima metà del XX secolo quando, in due occasioni, l'isola fu per alcuni anni sotto occupazione italiana. Nonostante ciò, gli odierni abitanti di Veglia parlano ancora un italiano con accento e forme dialettali di veneto-triestine.

### Cultura

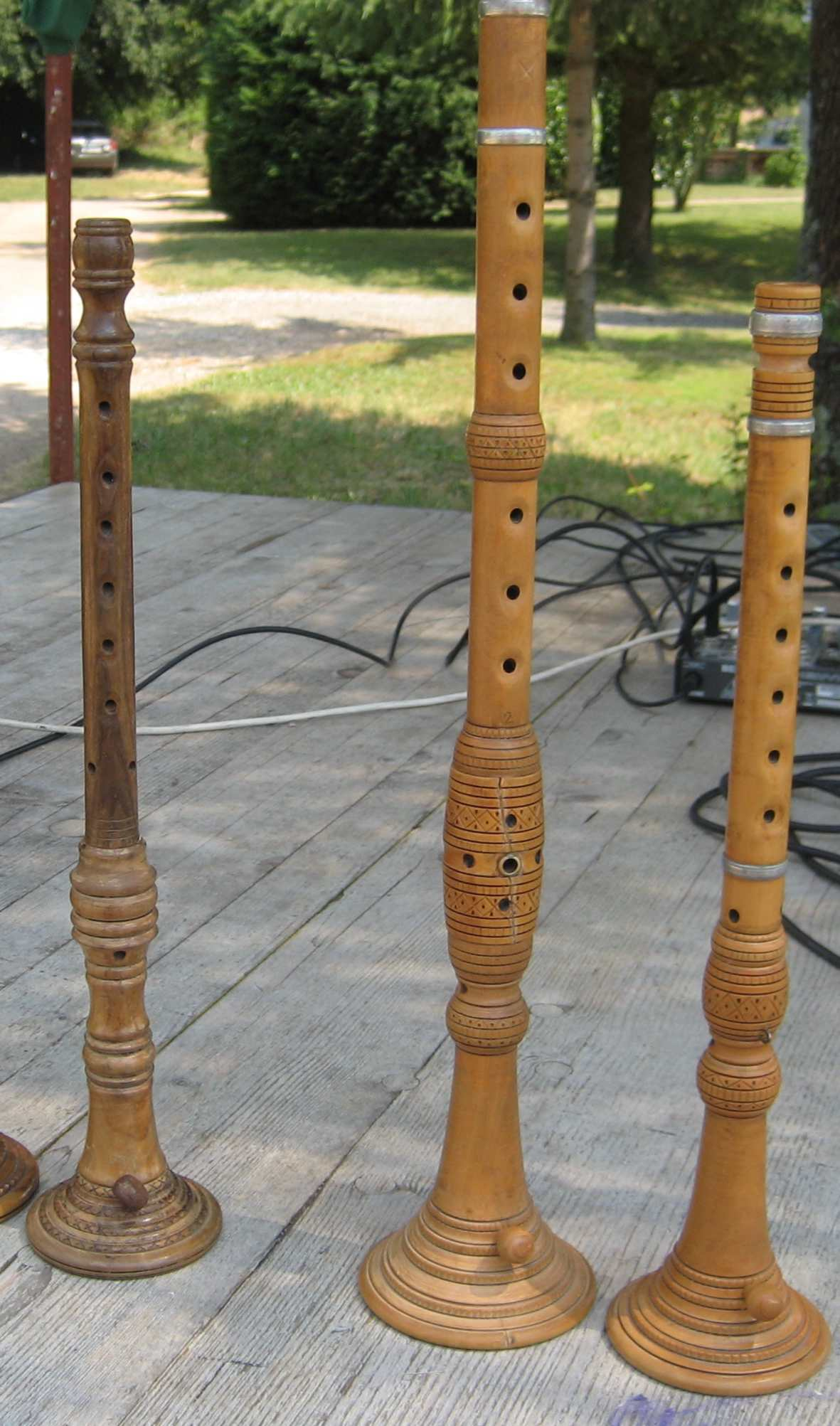
Tre sopile nelle due differenti taglie

Veglia è un importante centro di fenomeni etnomusicali appartenenti all'area della diafonia ampiamente praticata nella penisola istriana, sul litorale adriatico nord-orientale e le isole settentrionali del golfo del Quarnero e appartiene anche all'area dello stile degli intervalli ristretti che si estende fino ad ampie parti della Bosnia. Di questo stile fanno parte le diafonie cantate sullo stile del na tanko i debelo (nel grande e nel piccolo), dette kanat, e quelle suonate su di un oboe popolare, suonato in coppia, chiamato sopila o sopele, principalmente utilizzate per la danza. L'isola di Veglia è stata anche un importante centro di canto glagolitico.
Sull'isola ci sono 22 gruppi folkloristici che mirano alla conservazione dei costumi popolari tradizionali, dello strumento tradizionale, la sopila, e del canto tradizionale, il kanat. Dal 1935, si svolge il festival dei gruppi folkloristici dell'isola. Al 56º Festival del Folklore dell'isola, che si è tenuto nel 2010 a Dobrigno, si sono riuniti più di 600 partecipanti.

### Religione
L'isola è sede della diocesi di Veglia che al 2014 contava 35.499 cattolici, ovvero l'87,8% del totale.

## Economia
L'economia di Veglia è basata principalmente sul turismo, l'agricoltura, l'allevamento, l'industria dell'olio e quella dei trasporti. Grazie al clima si coltivano vigne ed ulivi.

Nel 2015 l'Unione europea ha conferito il marchio di indicazione geografica protetta (IGP) al prosciutto di Veglia (Krčki pršut), mentre nel 2016 ha conferito all'olio extravergine d'oliva di Veglia (Krčko maslinovo ulje) il marchio di denominazione di origine protetta (DOP).

## Monumenti e luoghi d'interesse

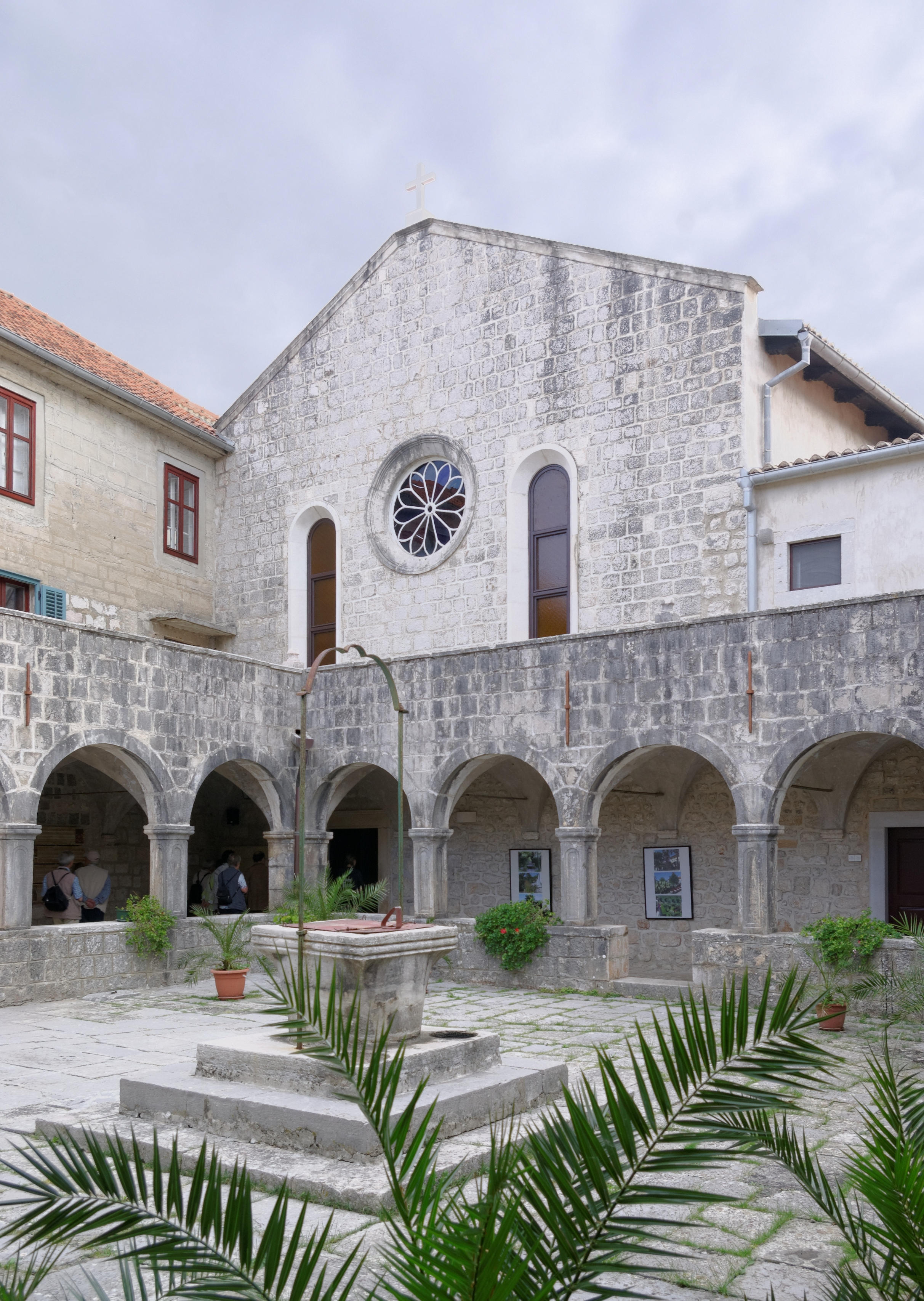
Chiostro del monastero di Cassione

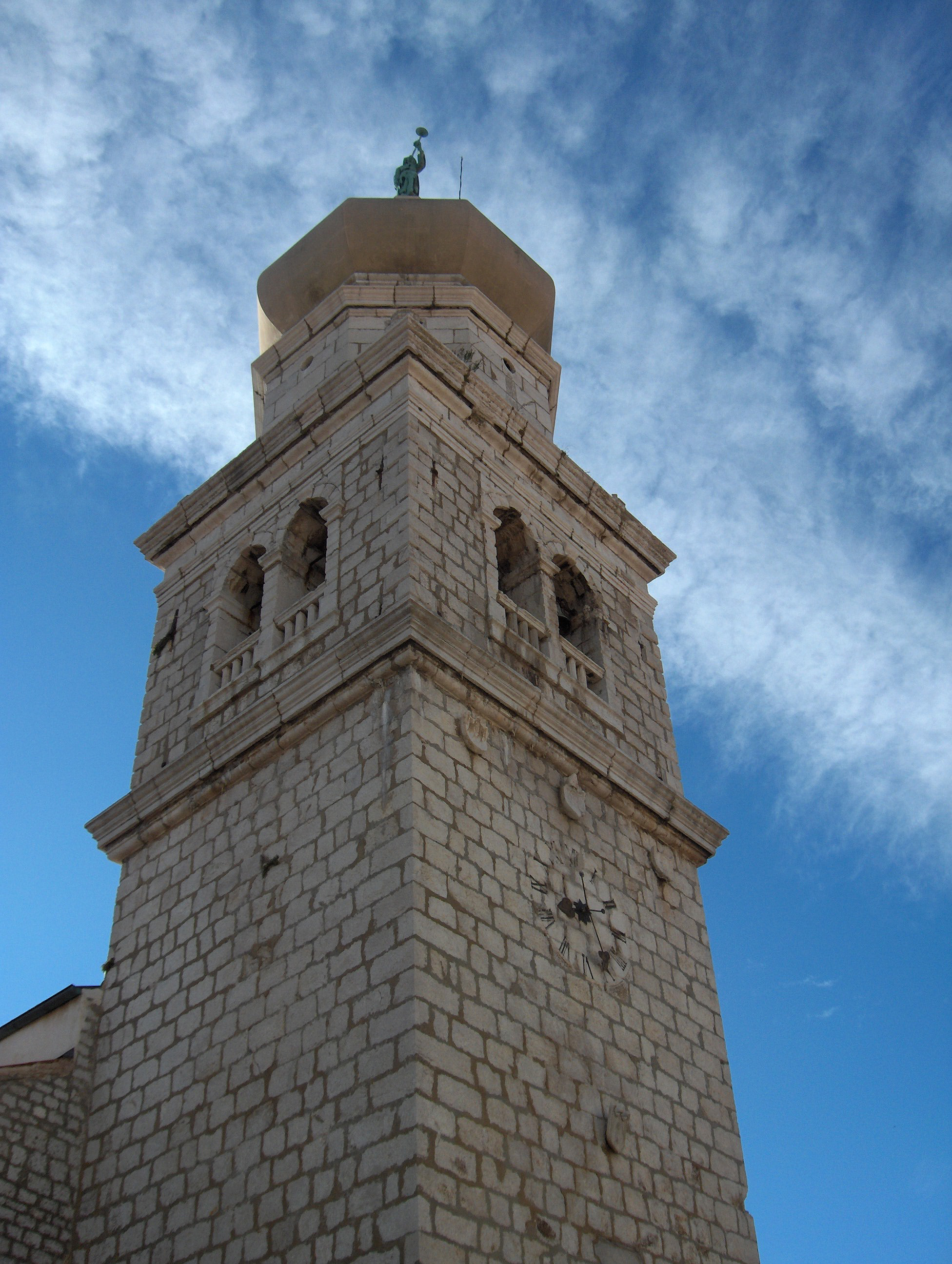
Campanile della cattedrale di Veglia

Sull'isola si trova la cattedrale di Veglia, sede vescovile, il museo della chiesa contenente dipinti veneziani dei secoli XVI e XVII, il castel, un monastero francescano sull'isolotto di Cassione (Košljun), la Galleria Fortis con reperti romani e infine la galleria d'arte Decumanus.
Nella chiesetta di santa Lucia nell'insediamento di San Giorgio (Iurandvor) sono state ritrovate iscrizioni glagolitiche dell'XI secolo (l'antica scrittura slava) (lapide di Bescanuova).
La grotta di Biserujka, situata nella parte settentrionale dell'isola, presso la località di Rùdina, nel comune di Dobrigno, rappresenta una delle principali attrazioni turistiche dell'isola.
Costruito nel 1980, il ponte di Veglia unisce l'isola alla terraferma. È un ponte a due arcate che detiene ancora il record mondiale di ampiezza di una di esse (390 m) per una costruzione tradizionale in calcestruzzo.

## Nella cultura di massa
L'isola di Veglia è stata "copiata" per creare l'isola di Everon nel videogioco Operation Flashpoint: Cold War Crisis.

### Cartografia
- Mappa topografica della Croazia 1:25000, su preglednik.arkod.hr.
- Carta di cabottaggio del mare Adriatico, foglio III, Milano, Istituto geografico militare, 1822-1824. URL consultato il 17 febbraio 2017 (archiviato dall'url originale il 17 dicembre 2021).